# Mampato: Bromisnar de Bagdad
Bromisnar de Bagdad es el quinto libro de la historieta Mampato.

## Argumento
La historia empieza cuando un vendedor trata de venderle a la mamá de Mampato una alfombra muy cara, a lo que ella dice que “ni que fuera alfombra voladora”.
Con esto Mampato, se entusiasma con ir a Bagdad en el siglo VII donde el Califa de Bagdad sería el nombrado en Las mil y una noches. Como siempre que viaja en el tiempo, invita a su amigo Ogú.
Al llegar son llevados ante el califa, ya que Ogú toma sin querer una fruta del mercado de Bagdad. Este los perdona, pero justo el “Palito” de Ogú salta y le pega en la cabeza al Califa quien enojado los manda a decapitar al día siguiente. En el calabozo conocen a Bromisnar, el bromista sobrino del califa que tiene un turbante mágico que solo emplea para bromas.
Cuando van a ser decapitados, Bromisnar los salva, pero son desterrados al desierto, donde pasan numerosas aventuras incluyendo la batalla contra los 40 ladrones. Ahí encuentran al califa que ha sido derrocado por el visir y despojado de su trono. Además, Bromisnar pierde el turbante y ahora van a tratar de recuperar el trono, pero eso es otra historia, que continúa en ¡Sésamo, abre!.
- Datos: Q5990938